# 水藤錦穣
水藤錦穣（すいとう きんじょう、1911年11月20日 - 1973年4月25日）は、大正から昭和時代にかけて活躍した琵琶演奏家・作曲家。錦びわ初代宗家。山号：錦櫻山　雅号：錦穰　旧姓：中村　本名：冨美。二代目宗家水藤五朗は次男。
本所吾妻橋（現：東京都墨田区）生まれ。幼少の頃より兄の影響で錦心流薩摩琵琶を学ぶ。中村倭水として九歳で初舞台。その後、永田錦心（きんしん）の高弟、水藤枝水（しすい）の養女となり、水藤玉水を経て水藤錦穰となる。昭和の初めに永田錦心の発案を受け継ぎ五弦五柱の新楽器「錦琵琶」を考案、「錦琵琶」を用いた新流派「錦びわ」の初代宗家となり、広く演奏活動を行った。作曲数も多く、代表曲「曲垣（まがき）平九郎」「しぐれ曾我（そが）」ほか130曲以上。昭和48年（1973年）4月20日、三越劇場での演奏中に脳内出血により意識不明になり、そのまま帰らぬ人となった。享年61。勲五等瑞宝章受章。

## 主な作詞提供者
- 池上作三
- 石川冨士雄
- 牛澤襄二
- 田中濤外
- 滝原流石
- 水藤五朗
- 水藤安久
- 原田謙次
- 細井鵲郎
- 松野紫雲